# Pierre Capdevielle (rugby à XV)
Pour les articles homonymes, voir Pierre Capdevielle et Capdevielle.

a Compétitions nationales et continentales officielles uniquement.

b Matchs officiels uniquement.
Dernière mise à jour le 1 février 2023.
Pierre Capdevielle, né le 30 mars 1974 à Oloron-Sainte-Marie, est un joueur de rugby à XV français évoluant au poste de pilier. Pouvant jouer pilier gauche, même si c'est à droite qu'il a fait l'essentiel de sa carrière, Pierre Capdevielle est aussi ceinture noire de judo.

## Biographie
A la tête des avants des espoirs du CAB pendant cinq saisons. En 2020, Peyo Capdevielle rejoint le RCV à Nespouls en Fédérale 2 s’occupant des avants.

## Clubs successifs
- 1985-1994 : Entente Aramits Asasp
- 1994-1996 : CA Périgueux
- 1996-2001 : ASM Clermont Auvergne
- 2001-2009 : CA Brive
- 2009-2011 : Gloucester RFC
- 2011 : SC Tulle
- 2011-2012 : CA Brive

Après sa carrière de joueur, il devient entraineur et gagne le titre de champion de France Play Down espoirs en 2017 avec le CA Brive en battant le Biarritz olympique. Une nouvelle finale opposant les deux même club aura lieu l'année suivante  à l'avantage de Biarritz olympique.

## Palmarès

### En club
- Challenge européen
  - vainqueur 1999
- Champion de France espoirs en 2001

### En sélection nationale
- International France A : 3 sélections en 2005 (Angleterre A, Irlande A, Italie A).